# Схерия
Схерия или Феакия (на гръцки: Σχερία) е митичен остров, споменават в древногръцката митология като земя на феаките и последното място, където е бил Одисей преди да се върне в родната си Итака. Жителите на Схерия се отличавали с изключителното си гостоприемство и майсторство при управлението на корабите.
След като Одисей отплавал от Огигия, той попаднал в буря и неговия сал бил изхвърлен на Схерия. Той бил намерен от Навзика и взет в двореца на цар Алкиной, който предложил на героя да го закара до Итака с един от своите кораби.

## Страбон
Близо девет века след Омир и двадесет века преди настоящето, Страбон предполага, че Схерия и Огигия се намират по средата на Атлантически океан.
Някои отъждествяват Схерия с остров Корфу (Керкира).